# NGC 5671
NGC 5671 este o galaxie spirală situată în constelația Ursa Mică. A fost descoperită în 6 mai 1791 de către William Herschel. Se află la o distanță de 97,27 de megaparseci de Pământ.